# کاترین خورنی
کاترین خورنی (اسپانیایی: Katherine Horny‎؛ زادهٔ ۱۱ نوامبر ۱۹۶۹) بازیکن والیبال زن اهل پرو بود.